# Martín Flaínez
Martín Flaínez (fallecido en la batalla de Uclés el 30 de mayo de 1108) fue uno de los más poderosos miembros de la nobleza leonesa durante el reinado de Alfonso VI de León. Sus padres fueron el conde Flaín Fernández y su segunda esposa Toda Fernández. 

## Vida
Se registra su presencia por primera vez en un documento de la catedral de León de mayo de 1065 cuando con su hermano Fernando y su madre Toda reconocieron al obispo sus derechos «a la tercera parte de las rentas de los monasterios e iglesias» de su propiedad. Su hermano Fernando fue desterrado y sus bienes confiscados por rebelarse contra el rey en 1078 y fue Martín, quien desde 1077 ostentó la dignidad condal, el que se encargó de restaurar la fortuna de su familia. Cuando el rey Alfonso VI promulgó en 1091 el decreto para regular las relacioes entre la comunidad judía y cristiana en León, se refiere al conde Martín como vobis honorabili comiti Martino Flainiz.
Gobernó como tenente en Simancas y Cabezón de Pisuerga en 1092, en Aguilar entre 1094 y 1107 y en la ciudad de León en 1104.
En 1099, las infantas Urraca y Elvira, hermanas del rey Alfonso VI de León, donaron al conde Martín y a su esposa Sancha, un pequeño monasterio llamado San Pedro de los Huertos que pudo ser más adelante donde tuvieron su panteón familiar.
Fue uno de los siete grandes magnates que murieron en la batalla de Uclés en 1108 luchando contra los almorávides donde también perdió la vida el joven infante Sancho Alfónsez, único hijo varón del rey Alfonso VI de León. Al igual que otros nobles que no huyeron del campo de batalla, en reconocimiento a su lealtad, recibió sepultura en el monasterio de Sahagún.

## Matrimonio y descendencia

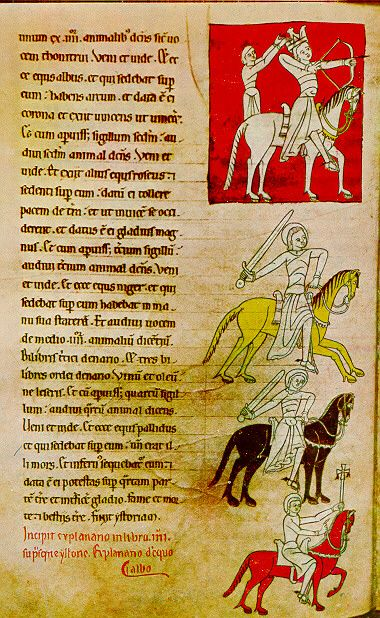
Monasterio de Lorvão. Caballería del en la península ibérica

Contrajo matrimonio hacia 1080 con Sancha Fernández, hija del conde Fernando González y de la condesa Tregidia Gutiérrez, esta última hija del conde Gutierre Alfonso del poderoso linaje de Tierras de Campos, los Alfonso. Tuvieron cuatro hijos:
- Rodrigo Martínez,[7] conde, muerto en el sitio de Coria en 1138.
- Osorio Martínez[7] (fallecido en la batalla de Lobregal, marzo de 1160) también conde, quien sucedió a su hermano en casi todos sus honores.[8] Es el origen de los linajes Osorio y Villalobos.
- Pedro Martínez,[7] falleció el 7 de octubre de 1123 al ser alcanzado por una saeta y en ese mismo día, sus hermanos Rodrigo y Osorio hicieron una donación por su alma.[9] Tenente en Torremormojón, se casó con María Gómez, posiblemente hija de Gómez Martínez, hijo del conde Martín Alfonso.[10]  Uno de sus hijos, García Pérez, se casó con Teresa Pérez, la fundadora del monasterio de Santa María de Gradefes, con quien tuvo a Gontrodo García, la esposa de Tello Pérez de Meneses.[11]
- Sancha Martínez[10]